# Kanton Gonfreville-l’Orcher
Der Kanton Gonfreville-l’Orcher war von 1982 bis 2015 ein französischer Wahlkreis im Arrondissement Le Havre, im Département Seine-Maritime und in der Region Haute-Normandie; sein Hauptort war Gonfreville-l’Orcher. Der Kanton war 34,67 km² groß und hatte (2006) 20.028 Einwohner. 

## Gemeinden
Der Kanton bestand aus drei Gemeinden:
| Gemeinde             | Einwohner Jahr | Fläche km² | Bevölkerungsdichte | Code INSEE | Postleitzahl |
| -------------------- | -------------- | ---------- | ------------------ | ---------- | ------------ |
| Gainneville          | 2.645 (2013)   | 4,65       | 569 Einw./km²      | 76296      | 76700        |
| Gonfreville-l’Orcher | 9.378 (2013)   | 25,81      | 363 Einw./km²      | 76305      | 76700        |
| Harfleur             | 8.167 (2013)   | 4,21       | 1940 Einw./km²     | 76341      | 76700        |

## Bevölkerungsentwicklung
| 1962   | 1968   | 1975   | 1982   | 1990   | 1999   | 2006   |
| ------ | ------ | ------ | ------ | ------ | ------ | ------ |
| 18.282 | 19.578 | 21.429 | 21.637 | 21.697 | 20.825 | 20.028 |